# Kołodziąż (powiat siedlecki)
Kołodziąż – wieś w Polsce położona w województwie mazowieckim, w powiecie siedleckim, w gminie Wodynie. Ma status sołectwa.
Wierni Kościoła rzymskokatolickiego należą do parafii Nawiedzenia Najświętszej Maryi Panny w Seroczynie.
Wieś szlachecka Kołodziącz położona była w drugiej połowie XVI wieku w powiecie garwolińskim  ziemi czerskiej województwa mazowieckiego. W latach 1975–1998 miejscowość należała administracyjnie do województwa siedleckiego.
W miejscowości działa założona w 1935 roku jednostka ochotniczej straży pożarnej. Jednostka posiada średni samochód gaśniczy GBA 2,5/16 Star 266.
Miejscowość zasłynęła jako miejsce nakręcenia najbardziej romantycznej sceny w historii polskiego filmu, gdy Józef Toliboski – grany przez Karola Strasburgera – zbiera nenufary w polnym oczku wodnym. W filmie Noce i dnie scenie towarzyszy muzyka znana jako walc Barbary.